# Gusano auditivo
Un gusano auditivo, a veces denominado gusano cerebral, música pegajosa, síndrome de la canción atascada, o, más comúnmente imágenes musicales involuntarias (IMI, también conocido como INMI por sus siglas en inglés), es una pieza musical pegadiza y/o memorable que ocupa continuamente la mente de una persona incluso después de que ya no se toca ni se habla de ella. Las imágenes musicales involuntarias como etiqueta no se limitan únicamente a los gusanos auditivos; las alucinaciones musicales también entran en esta categoría, aunque no son lo mismo. Los gusanos auditivos se consideran un tipo común de cognición involuntaria. Algunas de las frases que se usan a menudo para describir los gusanos auditivos incluyen "repetición de imágenes musicales" e "imágenes musicales involuntarias".
La palabra earworm es un calco del alemán Ohrwurm. El primer uso conocido en inglés se encuentra en la novela Flyaway de Desmond Bagley de 1978, donde el autor señala el origen alemán de su acuñación.
Los investigadores que han estudiado y escrito sobre el fenómeno incluyen a Theodor Reik, Sean Bennett, Oliver Sacks, Daniel Levitin, James Kellaris, Philip Beaman, Vicky Williamson, Diana Deutsch, y, en una perspectiva más teórica, Peter Szendy, junto con muchos más. El fenómeno no debe confundirse con la palinacusis, una condición médica rara causada por daño al lóbulo temporal del cerebro que resulta en alucinaciones auditivas.

## Incidencia y causas
La investigadora Vicky Williamson de Goldsmiths, Universidad de Londres, descubrió en un estudio no controlado que los gusanos auditivos se correlacionaban con la exposición a la música, pero también podrían desencadenarse por experiencias que desencadenan el recuerdo de una canción (memoria involuntaria), como ver una palabra que recuerda a una de la canción, escuchar algunas notas de la canción o sentir una emoción que uno asocia con la canción. La lista de canciones recopiladas en el estudio no mostró un patrón particular, aparte de la popularidad.
Según una investigación de James Kellaris, el 98 % de las personas experimenta gusanos auditivos. Las mujeres y los hombres experimentan el fenómeno con la misma frecuencia, pero los gusanos del oído tienden a durar más en las mujeres y las irritan más. Kellaris produjo estadísticas que sugieren que las canciones con letra pueden representar el 73,7% de los gusanos auditivos, mientras que la música instrumental puede causar solo el 7,7%.
En 2010, los datos publicados en el British Journal of Psychology abordaron directamente el tema, y sus resultados respaldan las afirmaciones anteriores de que los gusanos auditivos suelen durar entre 15 y 30 segundos y son más comunes en personas interesadas en la música.
Los gusanos auditivos pueden ocurrir con música 'positiva' o 'negativa'. La música positiva en este caso sería música que suena alegre y/o tranquila. La música negativa sería todo lo contrario, donde la música suena enfadada o triste. Los gusanos auditivos tampoco están regulados únicamente a la música con letras; en un experimento de investigación realizado por Ella Moeck y sus colegas en un intento de averiguar si el sentimiento positivo/negativo de la música afectaba a los gusanos auditivos causados por esa pieza, solo usaron música instrumental. Su experimento determinó que todos los participantes experimentaron una cantidad similar de gusanos auditivos, independientemente de la valencia emocional, aunque la calidad del gusano auditivo varió. Los gusanos de oído que nacieron de la música con valencia negativa provocaron más angustia y ocurrieron con menos frecuencia que los producidos por la música con valencia positiva.

## Antídotos
Los científicos de la Universidad de Western Washington descubrieron que involucrar la memoria de trabajo en tareas moderadamente difíciles (como anagramas, rompecabezas de Sudoku o leer una novela) era una forma efectiva de detener los gusanos auditivos y reducir su recurrencia. Otra publicación señala que la música melódica tiene una tendencia a demostrar un ritmo repetitivo que puede conducir a una repetición sin fin, a menos que se logre un clímax para romper el ciclo.
La investigación informada en 2015 por la Facultad de Psicología y Ciencias del Lenguaje Clínico de la Universidad de Reading demostró que la goma de mascar podría ayudar al bloquear de manera similar el componente de ensayo subvocal de la memoria auditiva a corto plazo o "de trabajo" asociada con la generación y manipulación auditiva y imágenes musicales. También se ha sugerido preguntarse por qué uno está experimentando esta canción en particular. Otro remedio sugerido es tratar de encontrar una "canción curativa" para detener la repetición de la música.
También existen las llamadas "canciones curativas" o "melodías curativas" para quitarse el gusano de la cabeza. "God Save the Queen" se cita como una elección de canción curativa muy popular y útil. "Cumpleaños feliz" también fue una opción popular en las canciones de cura.
Las canciones individuales pueden volverse menos propensas a causar un gusano en los oídos a medida que su efecto emocionante se desvanece como resultado de la repetición excesiva.

## Casos notables
Jean Harris, quien asesinó al cardiólogo estadounidense Herman Tarnower, estaba obsesionada con la canción "Put the Blame on Mame", que escuchó por primera vez en la película Gilda. Ella recordaría esto regularmente durante más de 33 años y podría mantener una conversación mientras lo reproducía en su mente.

## En la cultura popular
La historia de Mark Twain de 1876 "A Literary Nightmare" (también conocida como "Punch, Brothers, Punch") trata sobre un jingle del que uno puede deshacerse solo transfiriéndolo a otra persona.
En 1943, Henry Kuttner publicó el relato corto "Nothing but Gingerbread Left " sobre una canción diseñada para dañar el esfuerzo de guerra nazi, que culminó con la incapacidad de Adolf Hitler para continuar con un discurso.
En la novela de 1953 de Alfred Bester, El hombre demolido, el protagonista usa un jingle diseñado específicamente para ser una molestia pegadiza e irritante como una herramienta para impedir que los lectores de mentes lean su mente.
En el cuento de ciencia ficción de Arthur C. Clarke de 1957 "The Ultimate Melody", un científico, Gilbert Lister, desarrolla la melodía definitiva, una que obliga tanto al cerebro que su oyente queda completamente cautivado por ella para siempre. Como explica el narrador, Harry Purvis, Lister teorizó que una gran melodía "dejaba su impresión en la mente porque encajaba con los ritmos eléctricos fundamentales que tenían lugar en el cerebro". Lister intenta abstraerse de las canciones exitosas del día en una melodía que encaja tan bien con los ritmos eléctricos que los domina por completo. Lo consigue y se encuentra en un estado catatónico del que nunca despierta.
En el cuento corto de Fritz Leiber nominado al premio Hugo "Rump-Titty-Titty-Tum-TAH-Tee" (1959), el título describe un golpe de tambor rítmico tan poderoso que se extiende rápidamente a todas las áreas de la cultura humana, hasta que se desarrolla un contrarritmo que actúa como antídoto.
En el libro Touching the Void de Joe Simpson de 1988, se habla de no poder sacarse de la cabeza la melodía "Brown Girl in the Ring" de Boney M. El libro habla de su supervivencia, contra viento y marea, después de un accidente de montañismo en la remota región de Siula Grande en América del Sur. Solo, gravemente herido y en un estado de semidelirio, no sabe si está imaginando la música o si realmente la está escuchando.
En el episodio del Laboratorio de Dexter titulado "Head Band", un grupo contagioso de virus obliga a su anfitrión a cantar lo que están diciendo con la misma melodía de "boy band". La única forma de curarse del virus Boy Band es que los virus se disuelvan y comiencen sus propias carreras en solitario.
El cuento satírico de EB White de 1933 "La supremacía de Uruguay" (reimpreso en Timeless Stories for Today and Tomorrow) relata un episodio ficticio en la historia de Uruguay donde se descubre un poderoso gusano auditivo en una popular canción estadounidense. El ejército uruguayo construye un escuadrón de aviones sin piloto armados con fonógrafos que reproducen una grabación altamente amplificada del gusano del oído y conquista el mundo entero al reducir a los ciudadanos de todas las naciones a una locura sin sentido. “[L]os pueblos estaban irremediablemente locos, asolados por un ruido inextirpable... Nadie podía escuchar nada excepto el ruido en su propia cabeza".

## Características claves
Según una investigación realizada por la Asociación Estadounidense de Psicología, hay ciertas características que hacen que las canciones sean más propensas a convertirse en gusanos auditivos. Las canciones de gusanos auditivos suelen tener un ritmo acelerado y una melodía fácil de recordar. Sin embargo, los gusanos auditivos también tienden a tener intervalos o repeticiones inusuales que los diferencian de otras canciones. También tienden a reproducirse en la radio más que otras canciones y generalmente aparece en la parte superior de las listas. Los gusanos auditivos nombrados con más frecuencia durante este estudio fueron los siguientes:
1. "Bad Romance" de Lady Gaga
2. "Can't Get You Out of My Head" de Kylie Minogue
3. "Don't Stop Believin" de Journey
4. "Somebody That I Used To Know" por Gotye
5. "Moves like Jagger" de Maroon 5
6. "California Gurls" de Katy Perry
7. "Bohemian Rhapsody" de Queen
8. "Alejandro" de Lady Gaga
9. "Poker Face" de Lady Gaga

El estribillo de una canción es una de las causas más reportadas de gusanos auditivos.

## Rasgos susceptibles
Kazumasa Negishi y Takahiro Sekiguchi hicieron un estudio para ver si hay rasgos específicos que hacen que una persona sea más o menos susceptible a los gusanos auditivos o a las imágenes musicales involuntarias. Los participantes en el estudio fueron evaluados en tendencias obsesivo-compulsivas, los rasgos de personalidad de los Cinco Grandes y la experiencia musical. Negishi y Sekiguchi descubrieron que algunos de los rasgos obsesivo-compulsivos, como los pensamientos intrusivos, desempeñaban un papel en experimentar gusanos auditivos, mientras que el lavado compulsivo no. En términos de los rasgos de personalidad de los Cinco Grandes, el neuroticismo predijo significativamente la aparición de gusanos auditivos. La experiencia musical creó un efecto de sofisticación cuando se trataba de ocurrencias de gusanos auditivos.

## Herramientas utilizadas en la recopilación de datos
Una herramienta utilizada para recopilar datos sobre imágenes musicales involuntarias (INMI) y, más específicamente, gusanos auditivos, se llama Escala de Imágenes Musicales Involuntarias; fue creado con la investigación compilada de George Floridou, Victoria Williamson y Danial Müllensiefen. Utiliza cuatro factores para medir diferentes experiencias en torno a gusanos auditivos e INMI en general. Esos cuatro factores incluyen 'Valencia negativa', 'Movimiento', 'Reflexiones personales' y 'Ayuda'. La Valencia Negativa es la categoría que mide la respuesta subjetiva a la experiencia INMI. El movimiento es un aspecto relativamente nuevo para aplicar a INMI, es esencialmente la experiencia INMI con respuestas encarnadas acompañadas, que pueden incluir cantar, tararear y bailar. Reflexiones Personales es la ocurrencia de una cualidad personal, como pensamientos no relacionados, asociados al INMI; que no están directamente relacionados con la valencia del propio INMI. La ayuda es la categoría que determina los aspectos beneficiosos y constructivos de las experiencias INMI, que podrían reflejar similitudes en las características de la lista de música no enfocada y el pensamiento no relacionado con la tarea.